# Mała Synagoga w Piotrkowie Trybunalskim
Mała Synagoga w Piotrkowie Trybunalskim – synagoga znajdująca się w Piotrkowie Trybunalskim przy ulicy Jerozolimskiej, we wschodniej części miasta zwanej dawniej Wielką Wsią lub Żydowskim Miastem Piotrkowem.
Synagoga została zbudowana w 1775 roku z fundacji Herna Piotrkowera. Podczas II wojny światowej hitlerowcy zdewastowali synagogę. Po zakończeniu wojny przez wiele lat stała opuszczona i niszczała. W latach 1964–1967 synagoga została gruntownie wyremontowana oraz odrestaurowana i przeznaczona na bibliotekę dla dzieci.
Murowany, dwukondygnacyjny i orientowany budynek synagogi wzniesiono na planie prostokąta. Na wschodniej ścianie zachowały się stanowiące górną część Aron ha-kodesz, fragmenty polichromii, przedstawiające lwy podtrzymujące tablice Dekalogu. Wykonane zostały w 1931 roku, przez malarza artystę Pereca Wilenberga. W 1988 roku polichromia została zakonserwowana. Zachowały się również cztery filary pomiędzy którymi dawniej znajdowała się bima.